# Dog Fancy (revista)
"Dog Fancy" era una revista mensual dedicada a los perros, a sus dueños y a los criadores. Fue fundada en 1970 y es descrita por su compañía publicitaria como: "la revista de perros más leída mundialmente". "BowTie Inc." también publicó su revista hermana "Dog World" y "Cat Fancy" para gatos y sus dueños. La oficina editorial está en Irvin, California, y la declaración de propiedad en la edición de diciembre de 2009 dice que la circulación pagada es de 202,000 copias. En agosto de 2008, comenzó a publicar un número doble trimestral titulado "Natural Dog" en la parte trasera de "Dog Fancy". A finales de 2014, "I-5 Publishing" anunció que la revista mensual "Cat Fancy" y "Dog Fancy" serían canceladas, y reemplazadas por ediciones bimestrales alternantes de "Caster and Dogster" empezando en febrero de 2015.